# 孔弗朗松
孔弗朗松（法語：Confrançon，法語發音：[kɔ̃fʁɑ̃sɔ̃]）是法国东部安省的一个市镇，属于布雷斯地区布尔格区。

## 地理
孔弗朗松（46°16'2"N, 5°3'55"E）面积18.17 平方千米，位于法国奥弗涅-罗讷-阿尔卑斯大区安省，该省份为法国东部省份，北起汝拉省，西北接索恩-卢瓦尔省，西接罗讷省和里昂大都会，南至伊泽尔省，东与萨瓦省、上萨瓦省和瑞士接壤。
与孔弗朗松接壤的市镇（或旧市镇、城区）包括：屈尔塔丰、梅泽里亚、波利亚、圣迪迪耶多西亚、芒通河畔圣热尼。

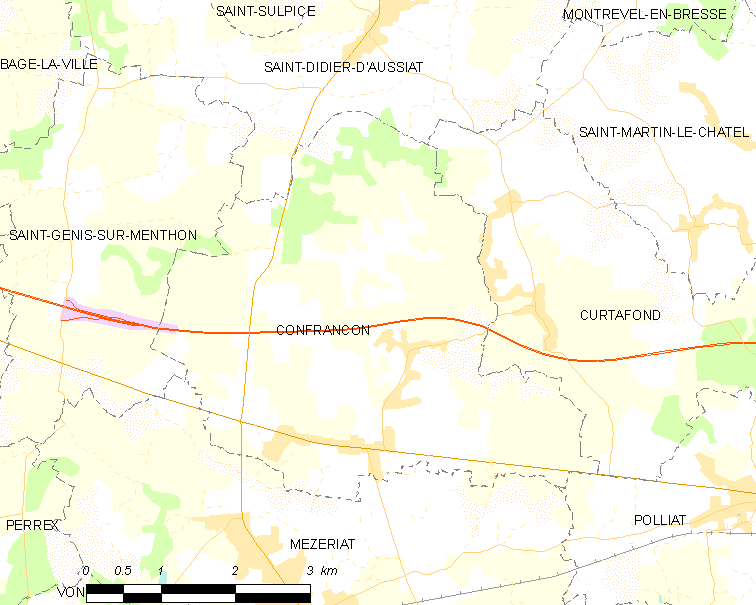
孔弗朗松的OSM定位图

孔弗朗松的时区为UTC+01:00、UTC+02:00（夏令时）。

## 行政
孔弗朗松的邮政编码为01310，INSEE市镇编码为01115。

## 政治
孔弗朗松所属的省级选区为阿蒂尼亚县。

## 人口

1962-2008年间孔弗朗松人口变化图示

孔弗朗松于2022年1月1日时的人口数量为1357人。